# Droga wojewódzka 649
Die Droga wojewódzka 649 (DW649) ist eine 15 Kilometer lange Droga wojewódzka (Woiwodschaftsstraße) in der Woiwodschaft Kujawien-Pommern in Polen. Die Strecke in den Powiaten Toruński und Golubsko-Dobrzyński verbindet drei Woiwodschaftsstraßen.
Die Straße zweigt im Dorf Pluskowęsy (Pluskowenz) von der Woiwodschaftsstraße DW551 ab und verläuft in östlicher Richtung. In der Siedlung Grodno zweigt die Woiwodschaftsstraße DW599 ab. Beim Dorf Sierakowo wird die Woiwodschaftsstraße DW554 erreicht.

## Streckenverlauf
Woiwodschaft Kujawien-Pommern, Powiat Toruński
-  Pluskowęsy (DW551)
-  Grodno (DW599)

Woiwodschaft Kujawien-Pommern, Powiat Golubsko-Dobrzyński
-  Sierakowo (DW554)